# Chinatown (film)
Chinatown är en amerikansk neo-noir-thrillerfilm från 1974 i regi av Roman Polański, med manus av Robert Towne och med Jack Nicholson och Faye Dunaway i huvudrollerna.
Filmens manus bygger på verkliga konflikter om rättigheterna till Los Angeles vatten från Owens Valley.

## Handling
Chinatown handlar om privatdetektiven J. J. "Jake" Gittes (Jack Nicholson) i Los Angeles 1937 och om maktspelet kring stadens vattentillgångar. Gittes anlitas av en förmögen societetskvinna som misstänker sin man, Hollis Mulwray,  för otrohet. Detta blir starten på en serie förvecklingar med kopplingar till mäktiga intressen i 1930-talets Kalifornien.

## Rollista (i urval)
- Jack Nicholson – J. J. "Jake" Gittes
- Faye Dunaway – Evelyn Cross Mulwray
- John Huston – Noah Cross
- Perry Lopez – Lieutenant Lou Escobar
- John Hillerman – Russ Yelburton
- Darrell Zwerling – Hollis I. Mulwray
- Diane Ladd – Ida Sessions
- Bruce Glover – Duffy
- Joe Mantell – Lawrence Walsh
- Roy Jenson – Claude Mulvihill
- James Hong – Kahn
- Beulah Quo – Hembiträde
- Roman Polanski – Man med kniv
- Dick Bakalyan – polisman Loach

## Produktion

John Huston i rollen som Noah Cross.

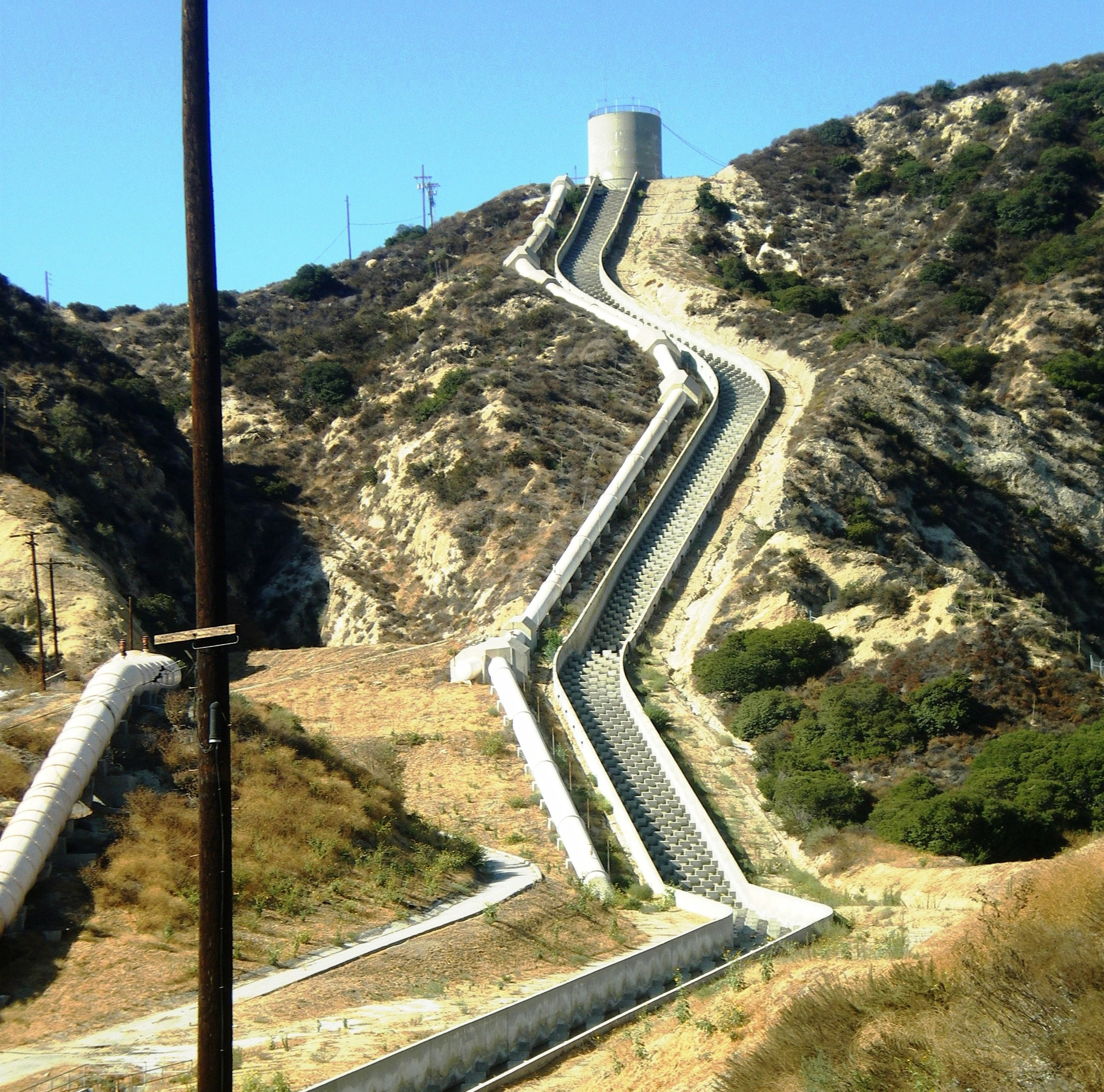
Akvedukt i Sylmar, Los Angeles.

Filmens producent Robert Evans erbjöd 1971 manusförfattaren Robert Towne 175 000 dollar för att skriva ett manus till filmen Den store Gatsby (1974), men Towne kände att han inte kunde göra F. Scott Fitzgeralds berömda roman rättvisa. Towne bad istället om 25 000 dollar för att skriva ett eget manus, Chinatown, vilket Evans gick med på. Towne hade från början tänkt sig en trilogi – som i tur och ordning skulle avhandla vatten, olja och land – men det dröjde 16 år efter det att Chinatown haft premiär innan uppföljaren The Two Jakes (1990) nådde biograferna, och någon tredje film blev aldrig verklighet.
Filmens karaktär Hollis I. Mulwray är löst baserad på verklighetens William Mulholland (1855–1935), enligt hans barnbarn Catherine Mulholland. William Mulholland var förman och chefsingenjör på Los Angeles Department of Water and Power, och hade tillsyn över byggandet av den 370 kilometer långa akvedukt som bär vatten från Owens Valley till Los Angeles. Författaren Vincent Brook, i sin bok Land of Smoke and Mirrors: A Cultural History of Los Angeles från 2013, menar istället att verklighetens William Mulholland står som förlaga till två av filmens karaktärer: både den "noble förmannen på Los Angeles Department of Water and Power, Hollis Mulwray" samt "muskelgangstern Claude Mulvihill," precis som syndikatmedlemmarna som "utnyttjade sin insiderkunskap" för "egen vinning" är gemensamt "kondenserade i formen av den enhetligt monstruöse Noah Cross."
I Chinatown motsätter sig Hollis I. Mulwray dammen som Noah Cross önskar å Los Angeles vägnar, på grund av säkerhetsbrister, och menar att han inte vill upprepa sitt tidigare misstag då hans damm kollapsade, vilket resulterade i hundratalet dödsfall. Detta anspelar på verklighetens St. Francis Dam, som kollapsade den 12 mars 1928, efter det att William Mulholland inspekterat dammen samma dag, vilket resulterade i 431 dödsfall.
Enligt Robert Towne låg den huvudsakliga inspirationen till filmens manus i författaren Carey McWilliams skildring Southern California Country: An Island on the Land från 1946, samt en artikel i tidskriften West betitlad Raymond Chandler's L.A. Towne skrev manuset med Jack Nicholson i åtanke. Regissören Roman Polanski fick kännedom om manuset genom Nicholson, som han hade sökt ett gemensamt projekt tillsammans med. Producenten Robert Evans ville ha Polanski som regissör på grund av Polanskis europeiska syn på USA, som Evans uppfattade som mörkare och mer cynisk än den inhemska synen på landet.
Manusförfattaren Robert Towne önskade sig ett mer lyckligt slut på filmen: att Noah Cross dog och att Evelyn Mulwray överlevde. Roman Polanski insisterade dock på ett mer tragiskt slut: "Jag visste att om Chinatown skulle stå ut från mängden, och inte endast vara en i raden av thrillers där de goda krafterna segrar på slutet, så var Evelyn tvungen att dö." Towne och Polanski gick skilda vägar över dispyten gällande filmens slut och Polanski skrev själv slutscenen endast några dagar innan den filmades.

## Mottagande
Chinatown nominerades till elva Oscar och belönades i kategorin Oscar för bästa originalmanus (Robert Towne). Den vann även fem Golden Globe, bland annat för bästa dramafilm och bästa manliga huvudroll i en dramafilm.

## Musik
Musiken till filmen komponerades av Jerry Goldsmith, som tidigare gjort musik till bland annat Mannen från UNCLE (1964), Kanonbåten San Pablo (1966), Apornas planet (1968) och Papillon (1973).
Goldsmith skrev musiken till filmen på 10 dagar efter det att filmens producent Robert Evans avvisat Phillip Lambros musik i sista minuten och ersatt honom med Goldsmith. Musiken är till stora delar trumpetbaserad, med trumpetsolon av MGM:s förste trumpetare Uan Rasey. Enligt Rasey hade Goldsmith bett honom "att spela sexigt — men som om det vore dåligt sex!."

### Låtlista

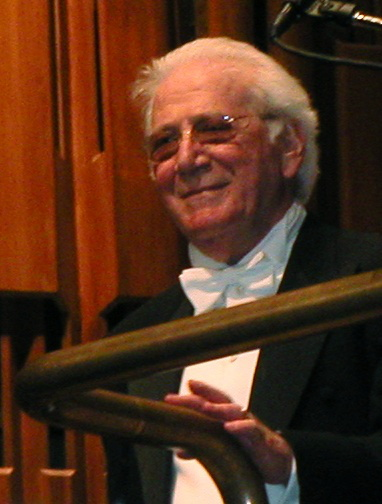
Jerry Goldsmith.

(Varèse Sarabande)
| Nr           | Titel                                  | Längd |
| ------------ | -------------------------------------- | ----- |
| 1.           | Love Theme from Chinatown (Main Title) | 1:59  |
| 2.           | Noah Cross                             | 2:27  |
| 3.           | Easy Living                            | 1:49  |
| 4.           | Jake and Evelyn                        | 2:41  |
| 5.           | I Can't Get Started                    | 3:35  |
| 6.           | The Last of Ida                        | 2:59  |
| 7.           | The Captive                            | 3:05  |
| 8.           | The Boy on a Horse                     | 2:05  |
| 9.           | The Way You Look Tonight               | 2:16  |
| 10.          | The Wrong Clue                         | 2:32  |
| 11.          | J. J. Gittes                           | 3:05  |
| 12.          | Love Theme from Chinatown (End Title)  | 2:03  |
| Total längd: | Total längd:                           | 30:36 |